# Sörby församling, Skara stift
Sörby församling var en församling i Skara stift och i Falköpings kommun. Församlingen uppgick 2006 i Floby församling.  

## Administrativ historik
Församlingen har medeltida ursprung. 
Församlingen var till senast 1998 annexförsamling i pastoratet Gökhem, Marka och Sörby som från 1962 även omfattade Vilske-Kleva och Ullene församlingar. Åtminstone från 1998 till 2006 ingick församlingen i Floby pastorat. Församlingen uppgick 2006 i Floby församling.

## Kyrkor
- Sörby kyrka